# Absoluut nulpunt (temperatuur)

Van boven naar onder:
het atmosferische kookpunt van water,
het tripelpunt van water,
het atmosferische smeltpunt van water, en
het absolute nulpunt

Het absolute nulpunt is de ondergrens van de thermodynamische temperatuur waarbij de enthalpie en de entropie van een gas hun minimale waarden bereiken. Het nulpunt van de temperatuurschaal van kelvin is per definitie gelijk aan het absolute nulpunt. Deze temperatuur is gelijk aan −273,15 °C en −459,67 °F.
Atomen gaan langzamer trillen naarmate de temperatuur lager wordt. Bij het absolute nulpunt, wordt vaak geleerd, zouden de atomen volledig stilstaan. Vanuit het oogpunt van de klassieke mechanica is dat juist, maar vanuit het oogpunt van de kwantummechanica is dat niet juist: er blijft altijd nog een nulpuntsbeweging over. Deze nulpuntsbeweging wordt verklaard door de onzekerheidsrelatie van Heisenberg, een elementair principe van de kwantummechanica.

## Historische notities van temperatuur

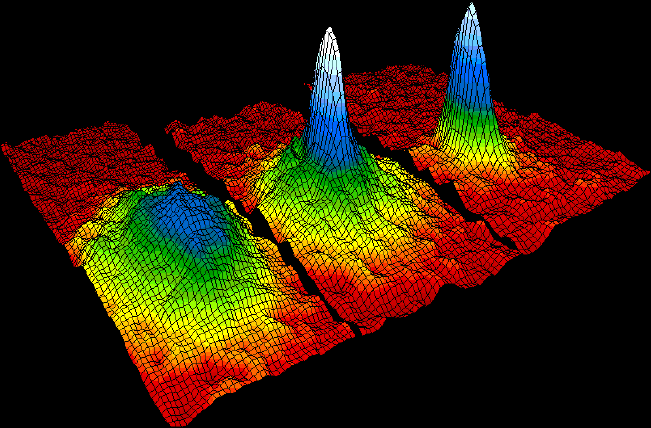
Gemeten snelheidsverdeling van atomen met vorming van een bose-einsteincondensaat

Een van de eersten die het absolute nulpunt probeerde te bepalen, was Guillaume Amontons (1663-1705). Hij mat het volume van een hoeveelheid lucht bij 0 °Celsius en bij 100 °Celsius. Toen bleek dat lucht die van 0 tot 100 graden wordt verwarmd, altijd hetzelfde percentage uitzetting vertoont, kon hij dat naar beneden doortrekken. Daarmee stelde hij vast, dat, als de lucht bij afkoeling volgens dezelfde lijn zou inkrimpen, dan theoretisch een volume van nul zou worden bereikt bij een temperatuur van −240 graden Celsius. Hij zat er dus slechts 33,15 graden naast.
Louis Gay-Lussac (1778-1850) kwam op −266 °C. Hij publiceerde in 1802 een werk over de absolute temperatuurschaal.
Lord Kelvin schreef On an Absolute Thermometric Scale in 1848. Hij berekende de absolute temperatuur, door de omgekeerde te nemen van de uitzettingscoëfficiënt van lucht bij 0 °C, die 0,00366 K−1 bedraagt. Het omgekeerde hiervan is 1/0,00366 = 273,22 K. Kelvin stelde zo vast dat op de luchtthermometer van die tijd een temperatuur van 0 °C, de temperatuur waarbij ijs smelt, 273,22 kelvin boven het absolute nulpunt ligt; met andere woorden, dat het absolute nulpunt bij −273,22 °C ligt. Latere experimenten hebben nog nauwkeuriger waarden opgeleverd.

## Bijzondere eigenschappen
Materie krijgt bij temperaturen in de buurt van het absolute nulpunt zeer speciale eigenschappen zoals supergeleiding. Helium wordt supervloeibaar. In 2003 lukte het een groep van wetenschappers aan het Massachusetts Institute of Technology (MIT) om een temperatuur te bereiken van minder dan 500 picokelvin (= minder dan 0,000 000 000 500 K = 500 x 10−12). Deze temperatuur werd bereikt bij de vorming van een bose-einsteincondensaat van natriumatomen.

## Koelen tot bij het absolute nulpunt
Het absolute nulpunt is de laagste temperatuur die theoretisch mogelijk zou zijn. Het leek onmogelijk deze temperatuur te bereiken, maar op 4 januari 2013 hebben wetenschappers van de Universiteit van München in een proefopstelling zelfs een temperatuur gemeten lager dan het absolute nulpunt, namelijk min één nanokelvin.

Het absolute nulpunt kan onder andere benaderd worden met het toestel van Boyle. De micro- en de nanokelvintemperatuurschaal worden bereikt door gebruik te maken van laserkoeling. In deze temperatuursgebieden wordt de temperatuur niet meer rechtstreeks gemeten, maar afgeleid uit de snelheidsverdeling van de deeltjes.

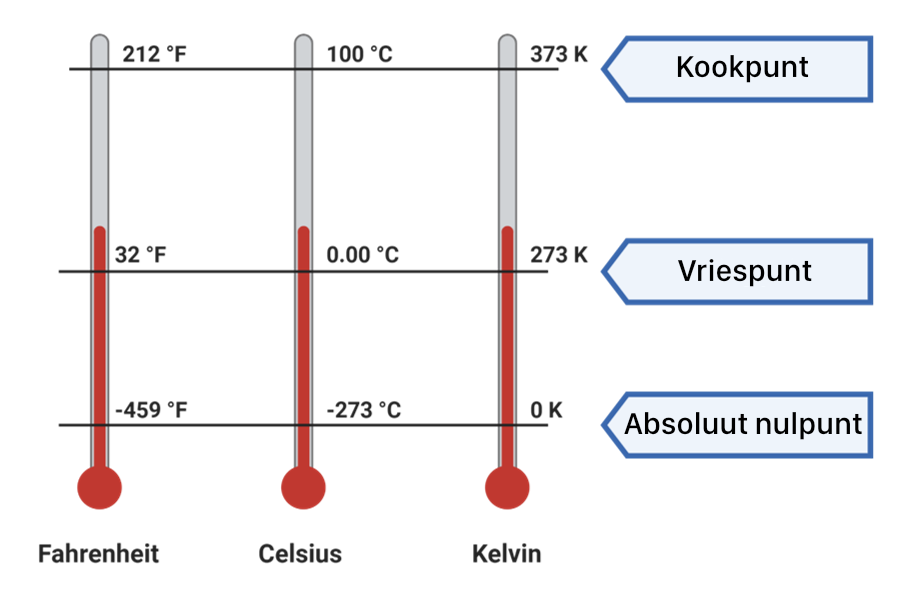
Vergelijking van temperatuurschalen met het kook- en vriespunt van water en het absolute nulpunt.